# بترفيلد 8 (فلم)
بترفيلد 8 (بالإنجليزية: BUtterfield 8) هو فيلم دراما تم إنتاجه في الولايات المتحدة وصدر في سنة 1960.

## بطولة
- إليزابيث تايلور

### ترشيحات وجوائز
| السنة | الحدث | الفئة             | النتيجة  |
| ----- | ----- | ----------------- | -------- |
|       |       | أوسكار أحسن ممثلة | فـــــوز |

## الميزانية والإيرادات
حقق أرباحا تقدر بـ 6 ملايين دولار (/ Canada rentals) .

## وصلات خارجية
- مقالات تستعمل روابط فنية بلا صلة مع ويكي بيانات

1. ↑  "معلومات عن بترفيلد 8 (فيلم) على موقع imdb.com". imdb.com. مؤرشف من الأصل في 2019-09-07.
2. ↑  "معلومات عن بترفيلد 8 (فيلم) على موقع filmaffinity.com". filmaffinity.com. مؤرشف من الأصل في 2016-03-03.
3. ↑  "معلومات عن بترفيلد 8 (فيلم) على موقع scope.dk". scope.dk. مؤرشف من الأصل في 2019-12-13. {{استشهاد ويب}}: |archive-date= / |archive-url= timestamp mismatch (مساعدة)